# Уайл, Флоренс
Флоренс Уайл (англ. Florence Wyle, 24 ноября 1881, Trenton, Иллинойс — 14 января 1968, Ньюмаркет, Онтарио) — американо-канадская скульптор, дизайнер и поэтесса; пионер канадской арт-сцены. Она творила в основном в Торонто, живя и работая со своей партнёршей Фрэнсис Лоринг, с которой она делила студию и дом почти шестьдесят лет. В 1928 году она стала соучредителем и президентом Общества скульпторов Канады вместе с Ф. Лоринг, Альфредом Лалиберте, Элизабет Вин Вуд, Эмануэлем Ханом и Анри Эбером и была первой женщиной-скульптором, ставшей действительным членом Королевской канадской академии искусств. На протяжении всей своей карьеры вместе с Лоринг она была настойчивым и убедительным сторонником политики, налоговых льгот и прожиточного минимума для работы художника.

## Биография
Уайл родилась в Трентоне, штат Иллинойс, и в 1900 году поступила в Иллинойсский университет на медицинский факультет, где занятия по анатомии пробудили в ней ощущения чуда и благоговение перед анатомией человека. Три года спустя (1903 г.) она перешла в Школу Чикагского института искусств, где начала изучать лепку из глины у Лорадо Тафта. Она изучала моделирование и скульптурный дизайн в США у Фрэнсис Лоринг.
Уайл переехала в Торонто в 1913 году, чтобы присоединиться к Лоринг, переехавшей туда годом ранее. Уайл работала как скульптор с глиной, пластилином, камнем и деревом до своей смерти в 1968 году. Большинство её резных фигурок были выполнены ею самой. Одна из ее ранних работ, «Поклоняющаяся солнцу» (1916), представляет собой бронзовую обнажённую женщину, «греющуюся в лучах солнца» и выгибающую своё тело таким образом, что «более чем немного намекает на сексуальные удовольствия».
Уайл была членом Общества художников Онтарио (1920–1933, затем с 1948 года), Общества скульпторов Канады (1933), Королевской канадской академии искусств (ассоциированный член с 1920 г., полноправный член с 1938 года) и Канадской гильдии гончаров.

### Карьера
Уайл предпочитала более масштабные архитектурные проекты по сравнению с её партнёршей Фрэнсис Лоринг. Она стала членом Королевской канадской академии искусств. Её работы часто выставлялись Женской художественной ассоциацией Канады. В Ветеринарном колледже Онтарио есть одно из её произведений — барельеф высотой 13 футов (около 4 метров), изображающий сельскохозяйственных животных. Покойный Перл Маккарти, арт-критик Globe and Mail, однажды сказал, что будь изображены большие или маленькие фигуры, кошки или герои, скульптура Флоренс Уайл обладает как лирическими, так и классическими качествами.

### Память
В 2000 году Канадская академия портрета сделала Уайл почётным академиком, назвав её одной из 100 лучших художников XX века.

## Публикации
- Wyle, Florence. Poems :  [англ.]. — Toronto : Ryerson Press, 1959.
- Wyle, Florence. The shadow of the year: poems :  [англ.] / Florence Wyle, Rosemary Kilbourn. — Toronto : Aliquando Press, 1976.